# Nekrolog April 2002
Nekrolog
◄◄
| ◄
| 1998
| 1999
| 2000
| 2001
| 2002 | 2003 | 2004 | 2005 | 2006 | ► | ►►
Januar |
Februar |
März |
April |
Mai |
Juni |
Juli |
August |
September |
Oktober |
November |
Dezember 2002
Weitere Ereignisse | Allgemeiner Nekrolog 2002
Die Beschreibung der verstorbenen Person sollte so kurz wie möglich gehalten sein und nur deren signifikante Tätigkeit(en) enthalten.
Neue Namen ggf. auch unter dem Geburts- und Sterbedatum, also etwa unter 1. Januar und im Geburts- und Sterbejahr (2024) eintragen (nur bei entsprechender großer Wichtigkeit). Für Beispiele siehe die schon vorhandenen Artikel.
Außerdem über die fünf zuletzt Verstorbenen, zu denen es einen ausreichend guten Artikel für eine Präsentation auf der Hauptseite gibt, nach der todesbedingten Überarbeitung der Artikel ggf. auch unter Wikipedia Diskussion:Hauptseite informieren und sie am besten auch in den anderen Wikipedia-Sprachversionen eintragen. Tipp: Regelmäßig bei news.google.de nach „ist tot“, „gestorben“ oder „verstorben“ suchen.
Wenn eine Person gestorben ist, gibt es viele Seiten zu dieser Person in der Wikipedia, die davon auch betroffen sind und entsprechend aktualisiert werden müssen. Beispiele: Namenübersichtsseite, Geburtsjahr, Geburtsort-Seiten und viele mehr.
Wie finde ich die betroffenen Seiten?
Im Suchfeld auf der linken Seite gibt man den Suchbegriff so ein: „Vorname Nachname“. Dann klickt man auf Volltext und alle Seiten mit entsprechendem Suchtext werden aufgerufen. Hier sieht man dann schnell, wo auch das Todesjahr Sinn macht oder sogar ein Teil des Artikels angepasst werden muss. Auch hilft das „Werkzeug“ auf der linken Seite sehr gut, um solche Seiten aufzufinden: „Links auf diese Seite“. Somit ist die Wikipedia wieder aktuell in allen Bereichen! Hinweis: bei Eintragung der Kategorie „Gestorben JAHR“ wird der Missbrauchsfilter 49 ausgelöst, was jedoch nicht schlimm ist. Siehe: Spezial:Missbrauchsfilter/49
Dies ist eine Liste von im April 2002 verstorbenen bekannten Persönlichkeiten. Die Einträge erfolgen innerhalb der einzelnen Daten alphabetisch sortiert. Tiere sind im Nekrolog für Tiere zu finden.

## April
| Tag       | Name                                       | Beruf, bekannt als                                                                                              | Alter | Beleg |
| --------- | ------------------------------------------ | --- | ----- | ----- |
| 1. April  | Heinz Graßhoff                             | deutscher Bauingenieur für Geotechnik                                                                           | 86    |       |
| 1. April  | Werner Haase                               | deutscher Politiker (SPD), MdA                                                                                  | 79    |       |
| 1. April  | Simo Häyhä                                 | finnischer Soldat, Scharfschütze                                                                                | 96    |       |
| 1. April  | Alexander Petrowitsch Kowalenko            | sowjetisch-armenischer Fußballspieler                                                                           | 58    |       |
| 1. April  | Kees Mijnders                              | niederländischer Fußballspieler                                                                                 | 89    |       |
| 1. April  | René Pintard                               | französischer Romanist und Literaturwissenschaftler                                                             |       |       |
| 1. April  | Heinrich Popitz                            | deutscher Soziologe                                                                                             | 76    |       |
| 1. April  | Helmut Winterhager                         | deutscher Hochschullehrer für Metallhüttenkunde und Elektrometallurgie sowie Rektor der RWTH Aachen             | 90    |       |
| 2. April  | Hélio de Burgos Cabal                      | brasilianischer Wirtschaftswissenschaftler, Politiker und Diplomat                                              | 86    |       |
| 2. April  | René Franc                                 | französischer Jazz-Klarinettist und Saxophonist                                                                 | 72    |       |
| 2. April  | Jack Kruschen                              | kanadischer Schauspieler                                                                                        | 80    |       |
| 2. April  | Hilde Mattauch                             | deutsch-argentinische Sängerin in der Stimmlage Sopran                                                          | 91    |       |
| 2. April  | Jan van der Meij                           | niederländischer Fußballspieler                                                                                 | 65    |       |
| 2. April  | Hans Neurath                               | US-amerikanischer Biochemiker                                                                                   | 92    |       |
| 2. April  | Edward Cornelius O’Leary                   | US-amerikanischer Geistlicher, römisch-katholischer Bischof von Portland                                        | 81    |       |
| 2. April  | John R. Pierce                             | US-amerikanischer Ingenieur                                                                                     | 92    |       |
| 2. April  | Volker Schmidt                             | deutscher Archäologe; Inoffizieller Mitarbeiter des MfS                                                         | 59    |       |
| 2. April  | Henry Slesar                               | US-amerikanischer Autor                                                                                         | 74    |       |
| 2. April  | Sugimoto Shigeo                            | japanischer Fußballspieler                                                                                      | 75    |       |
| 2. April  | Robert Vaught                              | US-amerikanischer mathematischer Logiker                                                                        | 75    |       |
| 2. April  | Walter Zimmermann                          | deutscher Maler                                                                                                 | 82    |       |
| 3. April  | Heinz Drache                               | deutscher Schauspieler                                                                                          | 79    |       |
| 3. April  | Roy Huggins                                | US-amerikanischer Schriftsteller                                                                                | 87    |       |
| 3. April  | Heinz Lehmann                              | deutscher Fußballspieler                                                                                        | 80    |       |
| 3. April  | Ernst Stojaspal                            | österreichischer Fußballspieler                                                                                 | 77    |       |
| 3. April  | Frank Tovey                                | britischer Musiker                                                                                              | 45    |       |
| 4. April  | Jutta Damme                                | deutsche Malerin und Grafikerin                                                                                 | 72    |       |
| 4. April  | Ilse Ibach                                 | deutsche Schriftstellerin                                                                                       | 80    |       |
| 4. April  | Leo Laakso                                 | finnischer Skispringer                                                                                          | 83    |       |
| 4. April  | Christa Partsch                            | deutsche Buchbinderin und Lyrikerin                                                                             | 75    |       |
| 4. April  | Volker Starke                              | deutscher Journalist und Politiker (CDU)                                                                        | 82    |       |
| 5. April  | Maurice Belleux                            | französischer Luftfahrtmanager                                                                                  | 94    |       |
| 5. April  | Erich Ludwig Biberger                      | deutscher Schriftsteller, Journalist, Redakteur                                                                 | 74    |       |
| 5. April  | Herbert A. Cahn                            | deutscher Klassischer Archäologe, Numismatiker und Kunsthändler                                                 | 87    |       |
| 5. April  | Franz Endler                               | österreichischer Musikkritiker und Kulturpublizist                                                              | 65    |       |
| 5. April  | Dieter Knappe                              | deutscher Tischtennisspieler                                                                                    | 62    |       |
| 5. April  | Wilhelm Meyer-Detring                      | deutscher Offizier, zuletzt Generalleutnant der Bundeswehr                                                      | 95    |       |
| 5. April  | Bargil Pixner                              | US-amerikanisch-italienischer Archäologe und Benediktinermönch                                                  | 81    |       |
| 5. April  | Chester M. Southam                         | US-amerikanischer Onkologe                                                                                      | 82    |       |
| 5. April  | Horst Springer                             | deutscher Kaufmann                                                                                              | 75    |       |
| 5. April  | Layne Staley                               | US-amerikanischer Rocksänger, Frontman der Gruppe Alice in Chains sowie von Mad Season                          | 34    |       |
| 5. April  | Kim Won-gyun                               | nordkoreanischer Politiker und Komponist                                                                        | 85    |       |
| 6. April  | Carlo Cordié                               | italienischer Romanist, Französist und Italianist                                                               | 91    |       |
| 6. April  | Petru Dumitriu                             | rumänischer Schriftsteller                                                                                      | 77    |       |
| 6. April  | Børge Gissel                               | dänischer Bahnradsportler                                                                                       | 86    |       |
| 6. April  | Kevin Kelley                               | US-amerikanischer Schlagzeuger                                                                                  | 59    |       |
| 6. April  | Martin Sperr                               | niederbayerischer Dramatiker und Schauspieler                                                                   | 57    |       |
| 6. April  | Mick Stallard                              | britischer Radrennfahrer                                                                                        | 57    |       |
| 7. April  | John Agar                                  | US-amerikanischer Schauspieler                                                                                  | 81    |       |
| 7. April  | Wolfgang Boetticher                        | deutscher Musikwissenschaftler                                                                                  | 87    |       |
| 7. April  | Georges Van Coningsloo                     | belgischer Radrennfahrer                                                                                        | 61    |       |
| 7. April  | Conny Vandenbos                            | niederländische Schlagersängerin                                                                                | 65    |       |
| 8. April  | María Félix                                | mexikanische Filmschauspielerin                                                                                 | 88    |       |
| 8. April  | Georges Grosjean                           | Schweizer Historiker, Geograph und Museumsdirektor                                                              | 81    |       |
| 8. April  | Saeed Hanaei                               | iranischer Serienmörder                                                                                         |       |       |
| 8. April  | Klaus Happersberger                        | deutscher Politiker                                                                                             | 75    |       |
| 8. April  | Walter Leitner                             | österreichischer Politiker (VdU, FPÖ), Landtagsabgeordneter                                                     | 87    |       |
| 8. April  | Franz Liebl                                | sudetendeutscher Autor der egerländischen und oberpfälzischen Mundart                                           | 79    |       |
| 8. April  | Brar Riewerts                              | deutscher Pädagoge, Archivar und Politiker (Grüne)                                                              | 87    |       |
| 8. April  | Josef Svoboda                              | tschechischer Bühnenbildner                                                                                     | 81    |       |
| 8. April  | Laurel Rose Willson                        | US-amerikanische Sängerin, Klavierspielerin und Schriftstellerin                                                | 60    |       |
| 9. April  | Dorothy Love Coates                        | US-amerikanische Gospelmusikerin (Gesang, Songwriting)                                                          | 74    |       |
| 9. April  | Jean Estager                               | französischer Autorennfahrer                                                                                    | 82    |       |
| 9. April  | Pat Flaherty                               | US-amerikanischer Automobilrennfahrer                                                                           | 76    |       |
| 9. April  | Jürgen Hart                                | deutscher Kabarettist                                                                                           | 59    |       |
| 9. April  | Weldon Irvine                              | US-amerikanischer Jazzpianist, Komponist und Organist                                                           | 58    |       |
| 9. April  | Stefan Kaminsky                            | deutscher Bankmanager, Vorstand der Kundenkreditbank                                                            | 75    |       |
| 9. April  | Kazuo Nakamura                             | kanadischer Maler                                                                                               | 75    |       |
| 9. April  | Ingmar Relling                             | norwegischer Architekt und Designer                                                                             | 82    |       |
| 9. April  | Leopold Vietoris                           | österreichischer Mathematiker                                                                                   | 110   |       |
| 9. April  | Josef Wagner                               | österreichischer Politiker (LIF), Landtagsabgeordneter                                                          | 61    |       |
| 10. April | Manfred Bredohl                            | deutscher Kunstschmied und Diplom-Designer                                                                      | 57    |       |
| 10. April | Chaim Cohn                                 | israelischer Politiker                                                                                          | 91    |       |
| 10. April | Iska Geri                                  | deutsche Schauspielerin, Sängerin und Kabarettistin                                                             | 87    |       |
| 10. April | Walther Haffner                            | deutscher Kirchenmusiker                                                                                        |       |       |
| 10. April | Géza Hofi                                  | ungarischer Schauspieler, Humorist und Parodist                                                                 | 65    |       |
| 10. April | Fritz Hösli                                | Schweizer Politiker                                                                                             | 79    |       |
| 10. April | Yūji Hyakutake                             | japanischer Amateurastronom                                                                                     | 51    |       |
| 10. April | Manfred Köhnlechner                        | deutscher Medienmanager und Heilpraktiker                                                                       | 76    |       |
| 10. April | Jörg Krichbaum                             | deutscher Schriftsteller und Fotograf                                                                           | 56    |       |
| 10. April | Max Leemann                                | Schweizer Komponist und Dirigent                                                                                | 69    |       |
| 11. April | Elmer Angsman                              | US-amerikanischer American-Football-Spieler                                                                     | 76    |       |
| 11. April | Bubba Brooks                               | US-amerikanischer Jazzmusiker und Komponist                                                                     | 79    |       |
| 11. April | Peter Hübner                               | deutscher Soziologe und Hochschullehrer                                                                         | 66    |       |
| 11. April | Delphi Lawrence                            | britische Schauspielerin                                                                                        | 70    |       |
| 11. April | Heribert Losert                            | deutscher Maler und Graphiker                                                                                   | 88    |       |
| 11. April | Francis X. Murphy                          | US-amerikanischer Ordensgeistliche (Redemptoristen) und Hochschullehrer                                         |       |       |
| 11. April | J. William Stanton                         | US-amerikanischer Politiker                                                                                     | 78    |       |
| 12. April | Slaheddine Baly                            | tunesischer Politiker                                                                                           | 75    |       |
| 12. April | Hans Erwin Kehrer                          | deutscher Kinder- und Jugendpsychiater und Autismusforscher                                                     |       |       |
| 12. April | Edwin C. Rae                               | US-amerikanischer Kunsthistoriker und Hochschullehrer für Kunstgeschichte an der Universität Illinois           | 90    |       |
| 13. April | Scipio Colombo                             | italienischer Opernsänger in der Stimmlage Bariton                                                              | 91    |       |
| 13. April | Ivan Desny                                 | französisch-deutscher Schauspieler                                                                              | 79    |       |
| 13. April | Manfred Fischer                            | deutscher Verlags- und Industriemanager                                                                         | 68    |       |
| 13. April | Hans Gasparitsch                           | deutscher Widerstandskämpfer                                                                                    | 84    |       |
| 13. April | Franz Krienbühl                            | Schweizer Eisschnellläufer                                                                                      | 73    |       |
| 13. April | Oreste Piccioni                            | italienischer Physiker                                                                                          | 86    |       |
| 13. April | Vlajko Stojiljković                        | serbischer Politiker                                                                                            |       |       |
| 13. April | Ivan Wurglics                              | österreichischer Politiker (SPÖ), Landtagsabgeordneter im Burgenland                                            | 77    |       |
| 14. April | Buck Baker                                 | US-amerikanischer NASCAR-Rennfahrer und zweifacher Meister                                                      | 83    |       |
| 14. April | Joop Haex                                  | niederländischer Generalleutnant und Politiker                                                                  | 90    |       |
| 14. April | F. Kenneth Iverson                         | US-amerikanischer Manager                                                                                       | 76    |       |
| 14. April | Michael Kerr                               | britischer Jurist und Buchautor                                                                                 | 81    |       |
| 14. April | Paul-René Martin                           | Schweizer Politiker (FDP)                                                                                       | 72    |       |
| 14. April | Fausto Radici                              | italienischer Skirennläufer                                                                                     | 48    |       |
| 14. April | Rudolf Tschäpe                             | deutscher Astrophysiker und Bürgerrechtler der DDR                                                              | 58    |       |
| 15. April | Hanka Faßke                                | deutsche Volkskundlerin und Slawistin                                                                           | 66    |       |
| 15. April | Sándor Gáspár                              | ungarischer kommunistischer Politiker                                                                           | 85    |       |
| 15. April | I. Grekowa                                 | sowjetische Mathematikerin und Schriftstellerin                                                                 | 95    |       |
| 15. April | Damon Knight                               | US-amerikanischer Autor                                                                                         | 79    |       |
| 15. April | Hans-Henrik Krause                         | dänischer Schauspieler und Regisseur                                                                            | 84    |       |
| 15. April | William Reed                               | britischer Komponist und Musiker                                                                                | 91    |       |
| 15. April | Wilhelm Wolfgang Schütz                    | deutscher Journalist, Publizist und Politikberater                                                              | 90    |       |
| 15. April | Klaus Stephan                              | deutscher Fernsehjournalist, Moderator, Autor                                                                   | 74    |       |
| 15. April | Byron White                                | US-amerikanischer Jurist, Richter am Obersten Gerichtshof der Vereinigten Staaten und American-Football-Spie... | 84    |       |
| 16. April | Diether Deneke                             | deutscher Naturschützer und Politiker (SPD), MdL                                                                | 83    |       |
| 16. April | Olivier Eggimann                           | Schweizer Fußballspieler                                                                                        | 83    |       |
| 16. April | Wolfgang Geri                              | deutscher Komponist und Pianist                                                                                 | 87    |       |
| 16. April | Willy Habegger                             | Schweizer Hufschmied, Schlosser und Fabrikant                                                                   | 83    |       |
| 16. April | Hilde Koplenig                             | österreichische Journalistin, Übersetzerin und Historikerin                                                     | 97    |       |
| 16. April | Wolfram Langer                             | deutscher Ökonom und Staatssekretär                                                                             | 85    |       |
| 16. April | Ramiro de León Carpio                      | guatemaltekischer Präsident, Jurist und Politiker                                                               | 60    |       |
| 16. April | Robert Urich                               | US-amerikanischer Schauspieler                                                                                  | 55    |       |
| 16. April | Herbert Wernicke                           | deutscher Opernregisseur, Bühnen- und Kostümbildner                                                             | 56    |       |
| 17. April | Buzz Barton                                | US-amerikanischer Autorennfahrer                                                                                | 85    |       |
| 17. April | James Copeland                             | schottischer Schauspieler                                                                                       | 78    |       |
| 17. April | Ellen Drexel                               | deutsche Balletttänzerin                                                                                        | 82    |       |
| 17. April | Srul Irving Glick                          | kanadischer Komponist, Radioproduzent, Dirigent und Lehrer                                                      | 67    |       |
| 17. April | Georg M. Reuther                           | österreichischer Produktions- und Herstellungsleiter beim deutschen Film                                        | 78    |       |
| 18. April | Jerry Heidenreich                          | US-amerikanischer Schwimmer                                                                                     | 52    |       |
| 18. April | Thor Heyerdahl                             | norwegischer Anthropologe und Abenteurer                                                                        | 87    |       |
| 18. April | Hans-Heinrich Kempcke                      | deutscher Bildhauer                                                                                             | 75    |       |
| 18. April | Helmut Kinzel                              | österreichischer Öko- und Pflanzenphysiologe                                                                    | 76    |       |
| 18. April | Cy Laurie                                  | britischer Jazzmusiker                                                                                          | 75    |       |
| 18. April | Wahoo McDaniel                             | US-amerikanischer American-Football-Spieler und Wrestler indianischer Abstammung                                | 63    |       |
| 18. April | Herlander Peyroteo                         | portugiesischer Regisseur und Fernsehproduzent                                                                  | 72    |       |
| 18. April | Pál Reizer                                 | rumänischer Geistlicher, römisch-katholischer Bischof von Satu Mare, Rumänien                                   | 59    |       |
| 18. April | Myer Rosenblum                             | australischer Hammerwerfer und Rugby-Union-Spieler                                                              | 95    |       |
| 18. April | Erich Robert Sorge                         | deutscher Kirchenmusiker und Komponist                                                                          | 68    |       |
| 18. April | Winfried Tromp                             | deutscher Politiker (CDU), Mitglied des Abgeordnetenhauses von Berlin                                           | 63    |       |
| 19. April | Walter Bachmann                            | deutscher Politiker (NPD), MdL und Altnazi                                                                      | 78    |       |
| 19. April | Alberto Beltrán                            | mexikanischer Grafiker                                                                                          | 79    |       |
| 19. April | Hans Falk                                  | Schweizer Künstler und Grafiker                                                                                 | 83    |       |
| 19. April | Karl Heinz Gierenstein                     | deutscher Verwaltungsbeamter und Politiker (CSU), MdB                                                           | 81    |       |
| 19. April | Kurt Klein                                 | deutsch-US-amerikanischer Soldat und Schriftsteller jüdischer Herkunft                                          | 81    |       |
| 19. April | Gerhard Olschowy                           | deutscher Landschaftsplaner und Naturschutzfachmann                                                             | 87    |       |
| 19. April | Reginald Rose                              | US-amerikanischer Schriftsteller                                                                                | 81    |       |
| 20. April | Vlastimil Brodský                          | tschechischer Film- und Fernsehschauspieler                                                                     | 81    |       |
| 20. April | André Jacowski                             | französischer Fußballspieler                                                                                    | 79    |       |
| 20. April | Francis Lemarque                           | französischer Liedermacher und Dichter                                                                          | 84    |       |
| 20. April | Hieronymus Menges                          | deutscher Geistlicher und Prälat                                                                                | 91    |       |
| 20. April | Johann Peters                              | deutscher Unternehmer                                                                                           | 83    |       |
| 20. April | Pierre Rapsat                              | belgischer Sänger und Songschreiber                                                                             | 53    |       |
| 21. April | Walther Benser                             | deutscher Fotograf, Bildjournalist und Kaufmann                                                                 | 89    |       |
| 21. April | Ingrid Bittner                             | deutsche Politikerin (PDS), MdV, Kinderärztin, Volkskammerabgeordnete und MdB                                   | 58    |       |
| 21. April | George Rowland Brunk                       | mennonitischer Theologe                                                                                         | 90    |       |
| 21. April | Thomas Joseph Grady                        | US-amerikanischer Geistlicher, Bischof von Orlando                                                              | 87    |       |
| 21. April | Graham McVilly                             | australischer Radrennfahrer                                                                                     | 43    |       |
| 21. April | Juan Carlos Mesías                         | uruguayischer Fußballspieler                                                                                    | 68    |       |
| 21. April | Reinhard Müller                            | Schweizer Politiker (BGB, SVP)                                                                                  | 72    |       |
| 21. April | Manfred Olbertz                            | deutscher Agrarwissenschaftler und Hochschullehrer                                                              | 76    |       |
| 21. April | Leo Roininen                               | kanadischer Leichtathletik                                                                                      | 73    |       |
| 21. April | Johannes Schlüter                          | deutscher Erziehungswissenschaftler                                                                             | 79    |       |
| 21. April | Desmond Titterington                       | nordirischer Autorennfahrer                                                                                     | 73    |       |
| 21. April | Charles Vögele                             | Schweizer Autorennfahrer und Unternehmer                                                                        | 79    |       |
| 22. April | Albrecht Becker                            | deutscher Szenenbildner                                                                                         | 95    |       |
| 22. April | Otto F. Beer                               | österreichischer Schriftsteller                                                                                 | 91    |       |
| 22. April | Cécile Ernst                               | Schweizer Psychiaterin                                                                                          | 75    |       |
| 22. April | Walter Firner                              | österreichischer Schauspieler, Schriftsteller, Regisseur, Theaterdirektor, Übersetzer und Verleger              | 97    |       |
| 22. April | Linda Lovelace                             | US-amerikanische Pornodarstellerin                                                                              | 53    |       |
| 22. April | Charlotte Schlötke                         | deutsche Romanistin                                                                                             | 98    |       |
| 22. April | Max Schmidt                                | deutscher Chemiker                                                                                              | 76    |       |
| 22. April | Victor Weisskopf                           | österreichisch-US-amerikanischer Physiker                                                                       | 93    |       |
| 23. April | Doris Batter                               | britische Sprinterin                                                                                            | 73    |       |
| 23. April | Manfred Bieler                             | deutscher Schriftsteller                                                                                        | 67    |       |
| 23. April | Franz Böröczky                             | österreichischer Politiker (SPÖ), Landtagsabgeordneter, Mitglied des Bundesrates                                | 79    |       |
| 23. April | Sam Francis                                | US-amerikanischer Leichtathlet                                                                                  | 88    |       |
| 23. April | Karl von Liebezeit                         | deutscher Schauspieler österreichischer Herkunft                                                                | 68    |       |
| 24. April | Hans Ferdinand Bürki                       | Schweizer Pädagoge, Psychologe und Theologe                                                                     | 77    |       |
| 24. April | Jean-Pierre Destrumelle                    | französischer Fußballspieler                                                                                    | 61    |       |
| 24. April | Hans-Jürgen Ewers                          | deutscher Ökonom, Präsident der Technischen Universität Berlin                                                  | 59    |       |
| 24. April | Emil Friedman                              | tschechischer Geiger, Dirigent und Musikpädagoge                                                                | 93    |       |
| 24. April | Hans Hartmann                              | Schweizer Judoka                                                                                                | 96    |       |
| 24. April | Lucien Wercollier                          | luxemburgischer Bildhauer                                                                                       | 93    |       |
| 25. April | Wilfried Beck-Erlang                       | deutscher Architekt                                                                                             | 78    |       |
| 25. April | Indra Devi                                 | schwedisch-russisch-US-amerikanische Schauspielerin und Yogalehrerin                                            | 102   |       |
| 25. April | Gundolf Ernst                              | deutscher Geologe                                                                                               | 71    |       |
| 25. April | Alan Hunter                                | britischer Hürdenläufer und Sprinter                                                                            | 88    |       |
| 25. April | Felix Klingenthal                          | deutscher Politiker (CDU)                                                                                       | 83    |       |
| 25. April | Lisa Lopes                                 | US-amerikanische Sängerin und Rapperin                                                                          | 30    |       |
| 25. April | Jimmy Quinn                                | schottischer Fußballspieler                                                                                     | 54    |       |
| 25. April | Elsbeth Wolffheim                          | deutsche Literaturhistorikerin, Slawistin, Übersetzerin und Autorin                                             | 67    |       |
| 26. April | Karl Schwetter                             | österreichischer Schauspieler und Filmproduktionsleiter                                                         | 88    |       |
| 26. April | Robert Steinhäuser                         | deutscher Amokläufer                                                                                            | 19    |       |
| 26. April | Tore Svensson                              | schwedischer Fußballtorhüter                                                                                    | 74    |       |
| 26. April | A. K. Touray                               | gambischer Politiker                                                                                            |       |       |
| 27. April | Guila Bustabo                              | US-amerikanische Violistin                                                                                      | 86    |       |
| 27. April | George Alec Effinger                       | US-amerikanischer Science-Fiction-Autor                                                                         | 55    |       |
| 27. April | Ruth Handler                               | US-amerikanische Unternehmerin                                                                                  | 85    |       |
| 27. April | Hans Heigl                                 | österreichischer Werkstoffprüfer und Politiker (SPÖ), Landtagsabgeordneter, Abgeordneter zum Nationalrat        | 80    |       |
| 27. April | Heinrich Irmler                            | deutscher Bankmanager                                                                                           | 90    |       |
| 27. April | Vítor Sá Machado                           | portugiesischer Politiker (CDS), Außenminister                                                                  | 68    |       |
| 27. April | Hans Heinrich Thyssen-Bornemisza de Kászon | Schweizer Industrieller und Kunstsammler                                                                        | 81    |       |
| 27. April | Felix Villars                              | Schweizer Physiker                                                                                              | 81    |       |
| 28. April | Robert Gagné                               | US-amerikanischer Psychologe und Pädagoge                                                                       | 85    |       |
| 28. April | Rhaune Laslett                             | englische Aktivistin                                                                                            | 83    |       |
| 28. April | Alexander Iwanowitsch Lebed                | russischer Politiker und Gouverneur von Krasnojarsk                                                             | 52    |       |
| 28. April | Marianne Regensburger                      | deutsche Publizistin und Journalistin                                                                           | 81    |       |
| 28. April | Diosdado Simón                             | spanischer Botaniker                                                                                            | 47    |       |
| 28. April | Lou Thesz                                  | US-amerikanischer Wrestler                                                                                      | 86    |       |
| 28. April | Johannes Thümmler                          | deutscher SS-Obersturmbannführer im Dritten Reich                                                               | 95    |       |
| 28. April | John Wilkinson                             | US-amerikanischer Tontechniker                                                                                  | 82    |       |
| 29. April | Bob Akin                                   | US-amerikanischer Unternehmer, Automobilrennfahrer und Rennstallbesitzer                                        | 66    |       |
| 29. April | Sune Andersson                             | schwedischer Fußballspieler und -trainer                                                                        | 81    |       |
| 29. April | Wolfgang Baminger                          | österreichischer Maler und Grafiker                                                                             | 71    |       |
| 29. April | Robert Beckmann                            | deutscher Kinderarzt                                                                                            | 83    |       |
| 29. April | Karl-Heinz Borutta                         | deutscher Fußballspieler                                                                                        | 66    |       |
| 29. April | Diana Buitron-Oliver                       | US-amerikanische Klassische Archäologin                                                                         | 56    |       |
| 29. April | Noel DaCosta                               | US-amerikanischer Komponist, Chorleiter und Violinist nigerianisch-jamaikanischer Herkunft                      |       |       |
| 29. April | Ihar Hermjantschuk                         | belarussischer oppositioneller Politiker und Journalist                                                         | 41    |       |
| 29. April | Waleri Jewgenjewitsch Iwanow               | russischer Journalist und Politiker                                                                             | 32    |       |
| 29. April | Pete Jacobsen                              | britischer Jazzpianist                                                                                          | 51    |       |
| 29. April | Rainer Keßler                              | deutscher Verwaltungsjurist                                                                                     | 82    |       |
| 29. April | Rob Walker                                 | britischer Rennstallbesitzer                                                                                    | 84    |       |
| 30. April | Helmut Bähring                             | deutscher Verlagsleiter in der DDR                                                                              | 79    |       |
| 30. April | Josef Kunst                                | österreichischer Gewerkschafter und Politiker (SPÖ), Abgeordneter zum Nationalrat                               | 87    |       |
| 30. April | Charlotte von Mahlsdorf                    | deutsche Gründerin des Gründerzeitmuseums in Berlin-Mahlsdorf                                                   | 74    |       |
| 30. April | Karel Milota                               | tschechischer Dichter, Schriftsteller und Übersetzer                                                            | 64    |       |
| 30. April | Jakow Gilelewitsch Panowko                 | russischer Physiker                                                                                             | 89    |       |
| 30. April | Walter Yonsky                              | argentinischer Tangosänger                                                                                      | 64    |       |
| April     | Herbert Plate                              | deutscher Schriftsteller                                                                                        |       |       |